# Ectropis indiligens
Ectropis indiligens är en fjärilsart som beskrevs av Louis Beethoven Prout. Ectropis indiligens ingår i släktet Ectropis och familjen mätare. Inga underarter finns listade i Catalogue of Life.